# Герасимова, Анна Георгиевна
А́нна Гео́ргиевна Гера́симова, она же У́мка (род. 19 апреля 1961, Москва) — филолог, переводчица, автор стихов и песен, певица, лидер рок-групп «Умка и Броневик», «Умка и Новый состав».

## Биография
Родилась 19 апреля 1961 года в Москве.
- Отец — Георгий Павлович Герасимов (1928—2003), уроженец Херсона, одно время был актёром, позже — журналист и переводчик[3].
- Мать — Белла Иосифовна Залесская (1928—2005), преподаватель немецкого языка и литературы, в дальнейшем переводчик (с немецкого и литовского языков)[2] и сотрудник Союза писателей Москвы[4].

Анна научилась читать в раннем возрасте и с большой скоростью читала книги из домашней библиотеки. Мать дома часто говорила с дочерью по-литовски. В детстве занималась в хоровой студии «Веснянка», училась игре на фортепиано.
Окончила в 1978 с золотой медалью специальную английскую школу № 22, затем с отличием окончила Литературный институт (отделение художественного перевода, специализация — литовский язык, дипломная работа — переводы Генрикаса Радаускаса). В начале 1990-х были опубликованы её переводы литовской поэзии, в частности, Гинтараса Патацкаса. По окончании института, в 1983 году, поступила в аспирантуру, где занималась творчеством обэриутов (Александр Введенский, Даниил Хармс). Позже, уже в конце 1980-х — начале 1990-х годов, подготовила более десятка изданий их произведений, из которых большая часть так и не увидела свет из-за ликвидации соответствующих издательств. Среди вышедших изданий — сборник произведений Хармса «Меня называют капуцином».
С 1986 года известна под псевдонимом Умка (изначально — прозвище, которое ей придумал Аркадий Славоросов) как исполнитель собственных песен, первоначально в одиночку. В 1986—1987 годах вместе с разными музыкантами записала несколько магнитоальбомов. Во второй половине 1980-х годов многие песни Умки («Автостопный блюз», «Дети цветов», «Стеклянная рыбка», «Господа пункера» и другие) стали частью фольклора советских хиппи.
С конца 1987 года по 1994 год песен не писала и не пела по причинам личного характера (второй муж Дмитрий был против того, чтобы Анна выступала). Много путешествовала, воспитывала сына, защитила первую в стране диссертацию про обэриутов с темой «Проблема смешного в творчестве обэриутов» (научный руководитель — М. О. Чудакова). В 1994 году перевела роман Джека Керуака «Бродяги дхармы».
В 2001—2002 годах, уже параллельно с концертной деятельностью, перевела ещё один роман Керуака — «Биг Сур».
С 1995 года, после расставания с мужем Дмитрием, практически оставила филологию и профессионально занялась музыкой, постепенно собрала состав «Умка и Броневичок» (с 2005 — «Умка и Броневик»), с тех пор выпустила более двадцати альбомов. Умка (с группой или без) гастролирует по бывшему советскому пространству и по всему миру. После распада «Броневика», в 2015 году, собрала новый состав музыкантов, который называется — «Умка и Новый состав».
В 2009—2012 годах подготовила второе собрание сочинений Александра Введенского «Всё» (ОГИ, 2010), и собрание стихотворений Константина Вагинова «Песня слов» (ОГИ, 2012). В 2014 году вышло новое, дополненное издание сборника Хармса «Меня называют капуцином». Собственные стихи Анны Герасимовой были опубликованы в литературном журнале Homo Legens, а в 2012 году был выпущен сборник «Стишки для детей и дураков». В 2013—2018 годах вышли её новые переводы литовских авторов: Г. Патацкаса, Антанаса А. Йонинаса, Генрикаса Радаускаса, Томаса Венцловы. В 2017 году в качестве переводчика была удостоена премии «Мастер» за книгу Томас Венцлова. «Metelinga: Стихотворения и не только».
Среди её музыкальных ориентиров — Rolling Stones, Боб Дилан, The Velvet Underground, Лу Рид, Игги Поп, Grateful Dead. Любимые поэты — Мандельштам и Введенский. Свободно владеет английским, немецким и литовским языками.

## Семья
Первый муж (1981—1986) — писатель Егор Радов, сын Алексей Радов (автор сборника рассказов «Мёртвый ноябрь»).

## Дискография

### Магнитоальбомы 1986—1987 гг.
Записи этого периода расходились по стране в 1980—1990-х годах. В конце 2000 года Умка выложила на своём сайте подборку оцифровок с этих альбомов в mp3, а в 2005 году составила другой сборник, на «самопальном» CD под названием «Палеолит», в серии «20 лет спустя рукава», который распространялся на концертах.
- Дневник Дуни Кулаковой (запись 25 июня 1986)
- Опиум для народа (запись 3 июля 1986)
На басу в этом альбоме играл Сергей Селюнин.
- Господа пункера (осень 1986)
- Эх, пипл! (запись 6 ноября 1986, пополам с «Понькой», другим автором и исполнителем «хипповых» песен)
- Не стой под стрелой (весна 1987)

### Магнитоальбомы 1995—1996 гг.
Альбомы 1995—1996 годов были записаны при разных обстоятельствах (см. автобиографию) и распространялись на кассетах. В 2005 году некоторые песни из них вошли в сборник «Неолит», распространявшийся на «самопальном» CD, тоже под меткой «20 лет спустя рукава».
- Умка и Оркестр АУ (1995)
- Новые ворота 1 (1995)
- Новые ворота 2 (1995)
- Я люблю blues (декабрь 1995)
- Оторвалась и побежала (Умка и «Ковчег»; зима 1996)
- Последний переулок (лето 1996, вместе с Сан Санычем Волгиным)

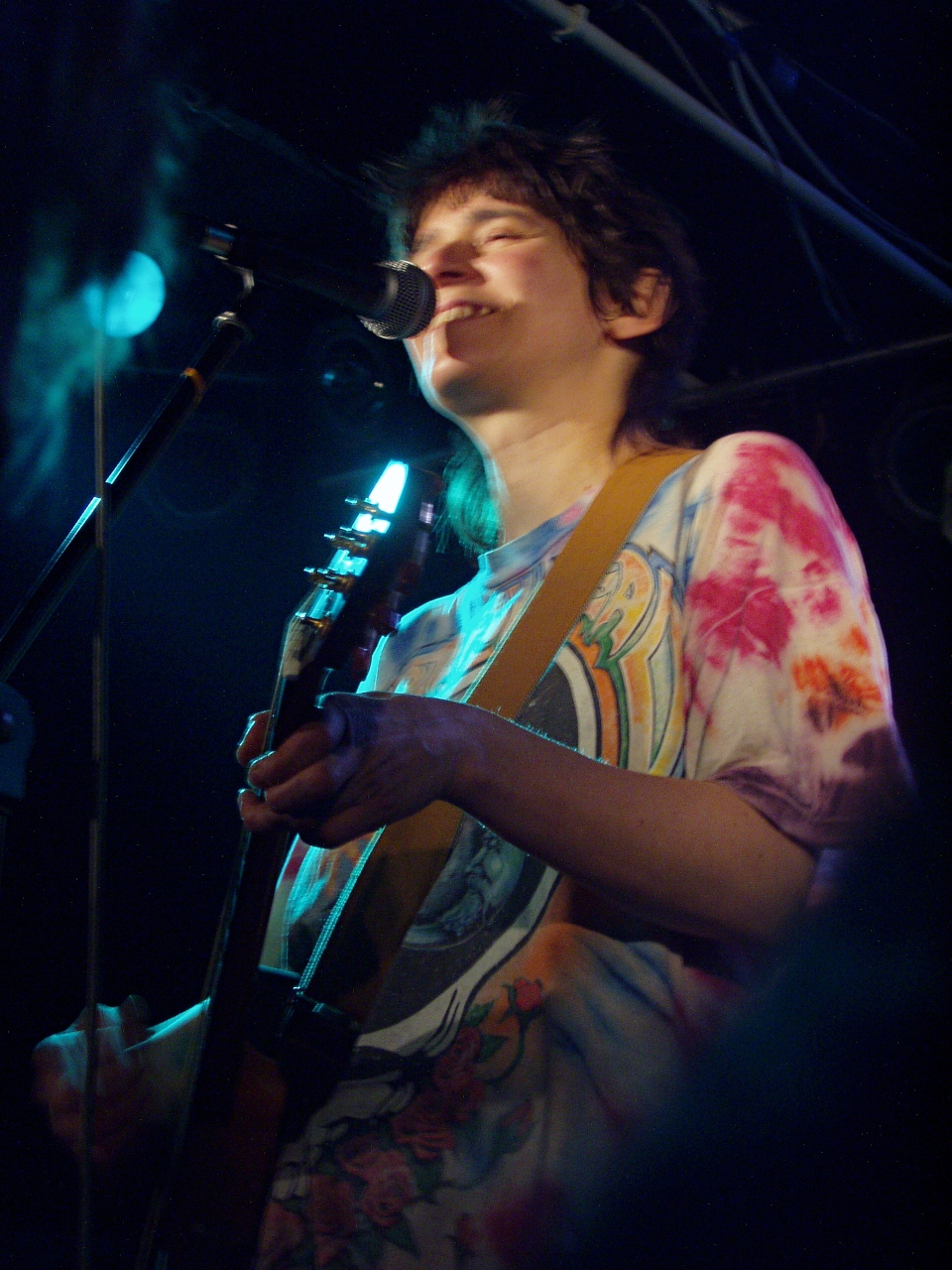
Умка на концерте в клубе «Орландина» в Санкт-Петербурге. Апрель 2007

- Как вставит (осень 1996)
- Вся любовь (1996)

### 1997 год и позже
Альбомы, выпущенные с группой «Броневичок» («Броневик»), см. в статье Умка и Броневик.
- Бим или Бом («самопальный» CD, лето 1997)
- Каменныецветочки («самопальный» CD, осень 1997, с Б. Канунниковым)
- Низкий старт («самопальный» CD, весна 1998, с Б. Канунниковым, mp3)
- Умка без Б (две кассеты, сольный концерт в клубе «Форпост» 16 октября 1999, mp3)
- Умка и друзья в гостях у Кота Матроскина («самопальный» CD, полуакустическая запись 28 июня 2000 в домашней студии Алексея Денисова, с большей частью «Броневичка», mp3)
- Лондон (CD, с Б. Канунниковым, запись 12 мая 2001 на программе «Севаоборот» у Севы Новгородцева на Би-Би-Си)
- «Заповедник» и Умка. Песни сна (детские песни С. Быкова; 2002) mp3
- Умка/Эрик (корпорация монстров) (запись с концерта в клубе «Форпост» 16 января 2003, mp3)
- Умка (сама по себе). 20 лет спустя рукава (сольный студийный CD, осень 2004, старые песни и две новых, mp3)
- Палеолит (Архив 1986—1987). 20 лет спустя рукава («самопальный» CD, 2005, сборник старых записей)
- Неолит (Архив 1995—1998). 20 лет спустя рукава («самопальный» CD, 2005, сборник старых записей)
- Умка без Б live 08.03.2004 Americana («самопальный» CD, 2005, концерт пополам с Владом «Маугли»)
- Сингл («самопальный» CD, 2006, две песни)
- Umka & Boris Push’n’Pull in Portland (CD, 2006, концерт с Б. Канунниковым в Портленде (Орегон) в 2005, mp3)
- След от самолёта (сольный студийный CD, 2010, песни 1987—2007 годов)
- Весёлая жизнь (сольный студийный CD, записан в марте — июне 2011 г. в студии MYM Records)
- Шаг в сторону (2016, совместно с Леной Ипановой)[12]

## Концертная деятельность
С конца 1990-х годов Умка, одна или с музыкантами, много ездит по стране и за её пределами, давая свыше ста концертов в год. Концерты бывают в основном трёх типов:
- Электричество: группа «Умка и Новый состав» (ранее «Умка и Броневик)»; изредка полный состав играет акустику.
- Акустика в две гитары: Умка с гитаристом Борей Канунниковым (до 2015 года).
- Умка в одиночку исполняет песни под акустическую гитару; в программу часто входит чтение стихов («стишков»).

Концерты проходят в клубах, на открытых площадках, иногда устраиваются квартирники. В 2018 году Умка выступала на юбилейном 45-м фестивале авторской песни им. Валерия Грушина. Широко известна политика Умки по максимально возможному снижению входной платы, «чтобы могли попасть те, у кого нет денег» — вплоть до проведения концертов с бесплатным входом и сбором денег у желающих их дать.
Кроме многочисленных городов стран бывшего СССР, концерты проходили в Германии, США, Израиле, Нидерландах, Великобритании, Чехии, Польше, Финляндии.

## Фильмография
- Всё равно я встану (2007)